# Convict 13
Convict 13 es un cortometraje estadounidense cómico de 1920. Está interpretado por Buster Keaton y escrito y dirigido por él mismo y Edward F. Cline.

## Argumento
Un preso se escapa de prisión el día en que va a ser ahorcado. En su fuga, intercambia su ropa con un golfista, quien será confundido con el convicto y llevado a la cárcel.

## Reparto

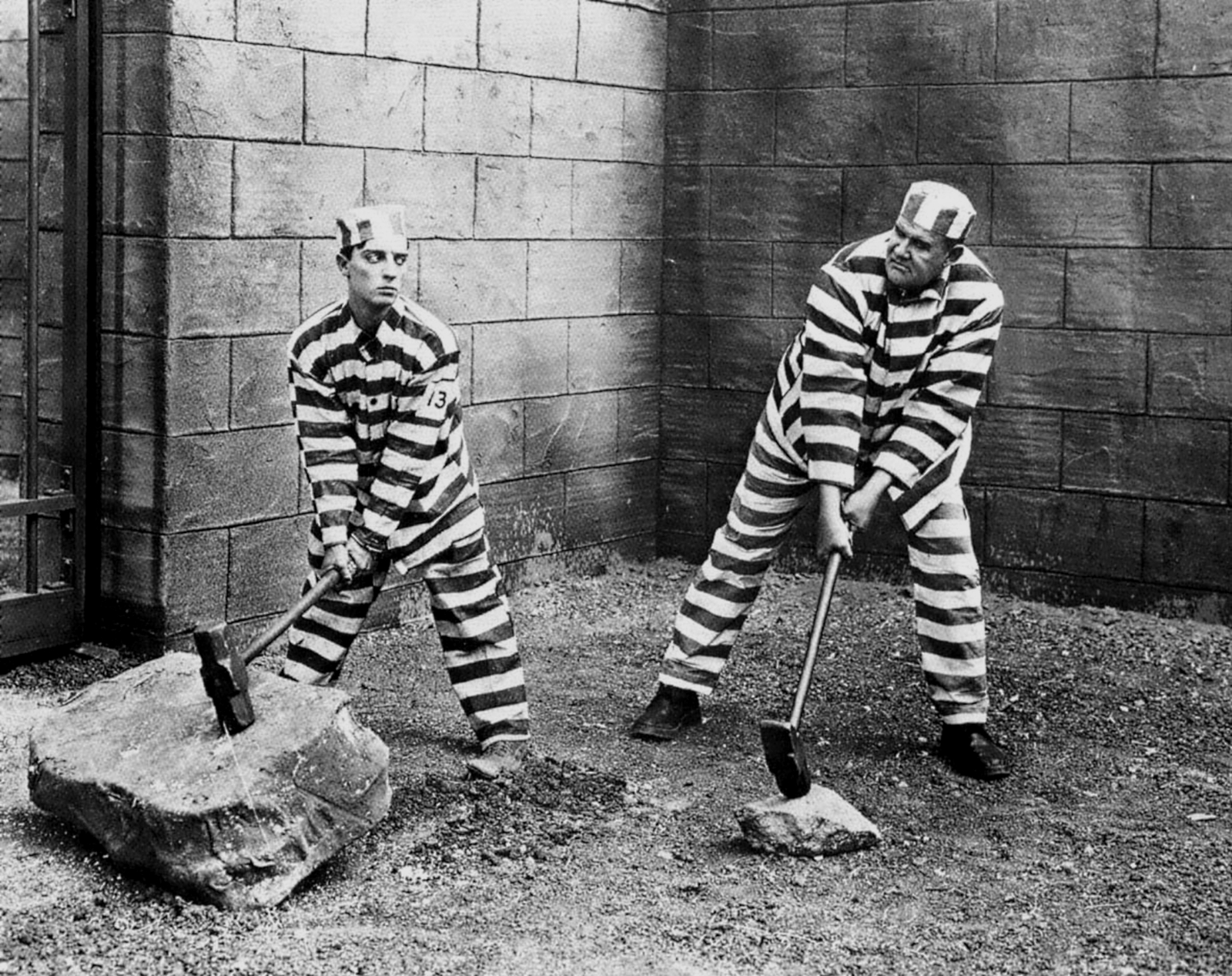
Buster Keaton y Joe Roberts.

- Buster Keaton como golfista, convicto y guardia;
- Sybil Seely como hija del alcaide;
- Joe Roberts como prisionero fortachón;
- Edward F. Cline como verdugo;
- Joe Keaton como convicto fugado;
- Louise Keaton.

## Realización y producción

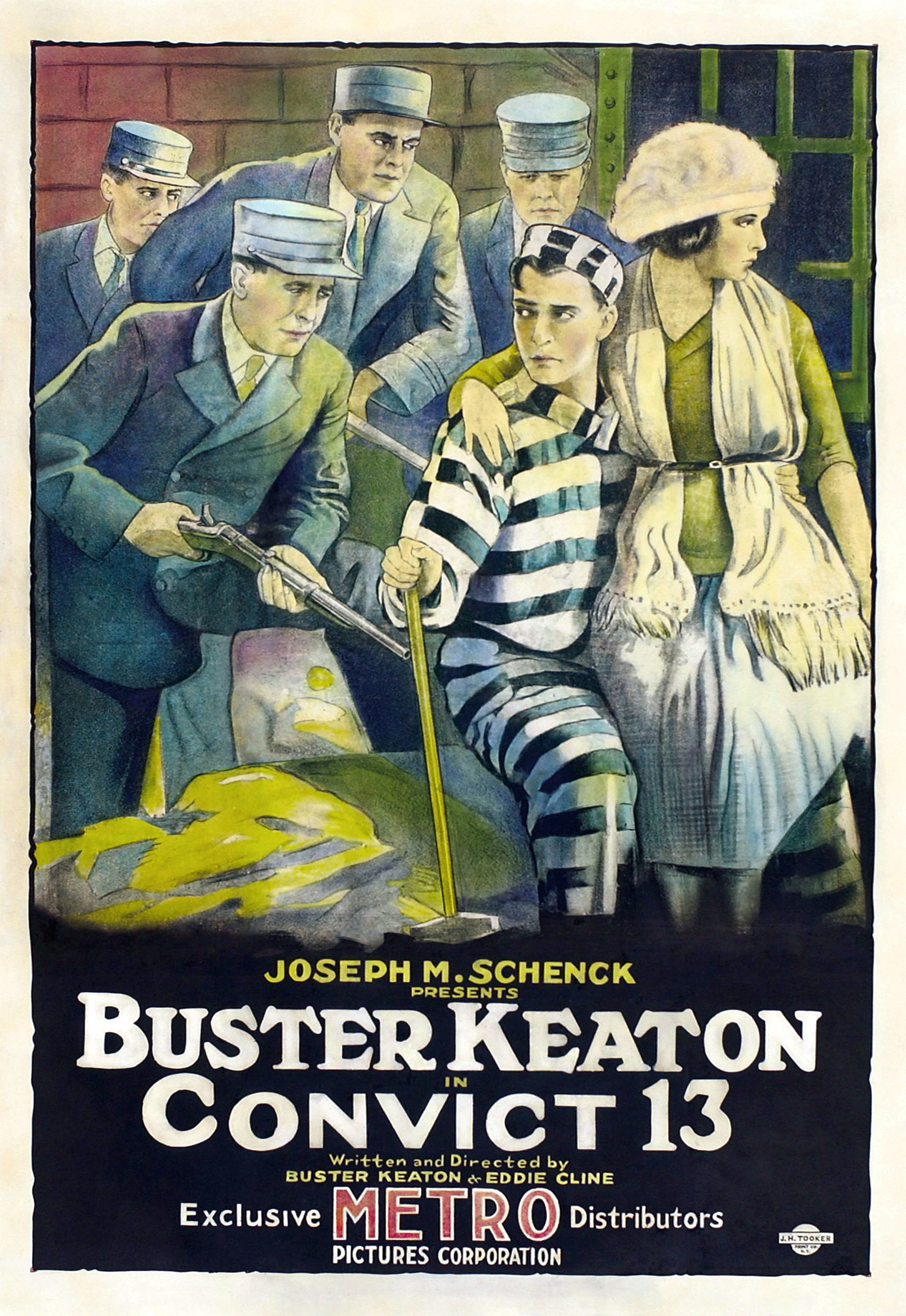
Cartel de la película

La película se estrenó el 27 de octubre de 1920.